# Hessdalen
Das Hessdalen ist ein Tal in der norwegischen Gemeinde Holtålen in der Provinz (Fylke) Trøndelag, südlich der Stadt Trondheim. Bekanntheit erlangte es für die dort vorkommenden Lichterscheinungen.

## Geografie
Durch das Tal fließt der Fluss Hesja vom See Øyungen Richtung Norden und mündet schließlich am Ende des Tals in den Fluss Gaula. An der Westseite des Tals erheben sich Berge mit über 1000 moh., an der Ostseite wird der Wert von 800 moh. nicht überschritten. Das Tal ist gemeinsam mit dem Uferbereich der beiden Flüsse Gaula und Rugla das am stärksten besiedelte Gebiet der Kommune Holtålen.

## Geschichte
Im Tal liegt die Holzkirche Hessdalen kirke, die im Jahr 1940 errichtet wurde. Seit Anfang der 1980er Jahre ist der Name des abgelegenen Tales wegen dort beobachteter unidentifizierter, schwebender Lichterscheinungen, den sogenannten „Hessdalen-Lichtern“, über Norwegen hinaus bekannt. Eine Forschergruppe im Rahmen des Projektes Hessdalen AMS untersucht diese Phänomene seit Mitte der 1980er Jahre.